# Tiago Çukur
Tiago Süer Barbaros Çukur (* 30. November 2002 in Amsterdam, Niederlande) ist ein türkisch-niederländischer Fußballspieler. Er ist türkischer Nationalspieler.

## Karriere
Çukur ist ein 1,96 Meter großer Rechtsfüßer und spielt im Sturm.

### Verein
Çukur kam 2002 in Nordholland zur Welt und begann dort mit dem Vereinsfußball bei den Vereinen PSCK Zaandam, ZVV Zaanlandia und AVV Zeeburgia. 2012 wechselte er nach Südholland in die Nachwuchsabteilung von Feyenoord Rotterdam und 2016 kehrte er nach Nordholland zurück und wechselte in die Nachwuchsabteilung von AZ Alkmaar, wo er bis Sommer 2020 blieb. Danach blieb Çukur temporär vereinslos, bis er im Januar 2021 vom englischen Fußballverein FC Watford für deren Nachwuchsmannschaften verpflichtet wurde. Woraufhin Çukur im Frühling 2021 im FA Youth Cup 2020/21 auffiel, indem er mit seinen erzielten Toren seine U18-Juniorenmannschaft ins Achtelfinale führte und später im Achtelfinale seine Mannschaft mit einem Tor fußballerisch in die Verlängerung rettete. Daraufhin in der Spielverlängerung mit einem knappen Pokalaus endete.
Im Juli 2021 wurde er als Fußballspieler der U23-Herrenmannschaft des FC Watford zur Saison 2021/22 für eine Saison an den englischen Drittligisten Doncaster Rovers verliehen, mit einer Leihabbruch-Option für den folgenden Januar seitens der Watforder. Die Watforder holten ihn im Januar 2022 frühzeitig aus der Leihe als Reservespieler für die Profi-Erstmannschaft zurück. Daraufhin stand er in der Premier-League-Rückrunde mit 19 Jahren im Mai 2022 erstmals und ein weiteres Mal im Spieltag-Kader des FC Watfords, wobei er zu keinem Einsatz kam.
Nach seinem A-Länderspieldebüt wechselte Çukur im Juli 2022 zur Saison 2022/23 zum türkischen Süper-Ligisten Fenerbahçe Istanbul und erhielt dort einen Vierjahresvertrag. Anfänglich kam er im August 2022 in der Reservemannschaft vom Fenerbahçe zum Einsatz in der semiprofessionellen Rezerv Lig (deutsch Reserveliga) der TFF. Danach wurde Çukur gegen Ende August 2022 für eine Saison an den belgischen Profi-Zweitliga-Aufsteiger FCV Dender E.H. verliehen. Im September 2022 gab er in seinem zweiten Ligaspieleinsatz für den Zweitliga-Meisterschaftsletzten FCV Dender E.H. sein Zweitliga-Startelfdebüt und -Tordebüt. Mit seinem Tordebüt sorgte er für den zwischenzeitlichen 2:2-Ausgleich gegen den Zweitliga-Meisterschaftsführenden Lierse Kempenzonen, nach seiner Auswechslung endete es mit einer 2:3-Niederlage.

### Nationalmannschaft
Çukur besitzt die türkische und niederländische Staatsangehörigkeit. Er konnte daher zwischen den Auswahlmannschaften des türkischen und niederländischen Fußballverbands wählen. Seine Nationalmannschaftskarriere begann Çukur mit zwei Einsätzen im April 2019 für die U17-Junioren der Türkei. Woraufhin er zwei jahrelang zu keinen weiteren U-Länderspieleinsätzen kam. Erst wieder im Juni 2021, wo er für die türkische U21-Nationalmannschaft zum Einsatz kam. Später kam Çukur zwischen 2021 und 2022 auch zu Einsätzen in der Qualifikation zur U21-Europameisterschaft 2023.
Nachdem Çukur im Mai 2022 erstmals in der englischen Premier League im Spieltag-Kader seiner Mannschaft gestanden hatte, wurde er im Anschluss desselben Monats erstmals für die türkische A-Nationalmannschaft berufen für A-Länderspiele der UEFA Nations League 2022/23. Im Juni 2022 gab er mit 19 Jahren als Einwechselspieler in der UEFA Nations League sein A-Länderspieldebüt.